# Macintosh Quadra 630
Lançado em julho de 1994, o Macintosh Quadra 630 da Apple Computer era baseado em um processador Motorola 68040. Destinado a substituir o Quadra 610, os modelos da linha 630 lançados ao público tinham memória RAM, disco rígido e a tela diferentes. Os modelos da linha 630 incluem o Performa 630, 631, 635, 636, 637, 638 e 640.
As versões para educação foram nomeadas de Macintosh LC 630, lançadas no fim de  novembro do mesmo ano. Esses modelos eram dotados de um segundo processador: o PowerPC 601 ou um Intel 486DX2 (modelo compatível com DOS), com 66 MHz.